# バーレーンの首相
バーレーンの首相（バーレーンのしゅしょう）は、バーレーン王国における政府の長。

## 概要
2002年2月14日に公布されたバーレーン憲法では、首相は国王より任命・罷免される（第33条）。バーレーン国籍を有する30歳以上などが就任の条件で、代議員である必要はない（第45条）。代議院（下院）における信任決議は行われないほか、不信任決議の可決には代議院での3分の2以上の賛成ののち、さらに国民議会での3分の2以上の賛成が必要である（第67条）。
首相は議会の招集を国王に要請できる（第101条）。代議院に対する法案提出は首相が行う（第81条）。また可決された法案は全て評議院（上院）が首相に送付し、首相は国王に提出する（第86条）。
独立前の1970年1月19日よりハマド・ビン・イーサ・アール・ハリーファ国王の叔父（父親の弟）にあたるハリーファ・ビン・サルマーン・アール・ハリーファが半世紀以上に渡り首相を務め、2020年11月11日に現職のまま死去した。後任には、2013年3月より第1副首相を務めていたサルマーン王太子が任命された。
ハリーファ・ビン・サルマーン首相時にはこの他に4人の副首相がいた。

## 歴代首相の一覧
| 代                   | 肖像                 | 氏名                                             | 就任日               | 退任日               | 備考                 |
| バーレーン首長国首相 | バーレーン首長国首相 | バーレーン首長国首相                             | バーレーン首長国首相 | バーレーン首長国首相 | バーレーン首長国首相 |
| -------------------- | -------------------- | ------------------------------------------------ | -------------------- | -------------------- | -------------------- |
| 1                    |                      | ハリーファ・ビン・サルマーン・アール・ハリーファ | 1970年1月19日        | 1971年8月15日        |                      |
| バーレーン首相       |                      |                                                  |                      |                      |                      |
| 1                    |                      | ハリーファ・ビン・サルマーン・アール・ハリーファ | 1971年8月15日        | 2020年11月11日       | 在任中に死去         |
| 2                    |                      | サルマーン・ビン・ハマド・アール・ハリーファ     | 2020年11月11日       | （現職）             | 王太子               |